# Chalybion klapperichi
Chalybion klapperichi är en biart som först beskrevs av Vladimir Balthasar 1957.
Chalybion klapperichi ingår i släktet Chalybion och familjen grävsteklar. Inga underarter finns listade i Catalogue of Life.